# Caprimulgus ritae
Caprimulgus ritae (дрімлюга тиморський) — вид дрімлюгоподібних птахів родини дрімлюгових (Caprimulgidae). Описаний у 2024 році.

## Поширення і екологія
Ендемік Малих Зондських островів. Поширений на островах Тимор (Індонезія і Східний Тимор), Роті і Ветар (Індонезія). Мешкає у тропічних лісах і трапляється від рівня моря щонайменше до висоти 1500 м (ймовірно, переважно нижче 1000 м).

## Таксономія
Вперше вид описали 2024 року Бен Кінг і його колеги. Видовий епітет ritae обрано на честь Ріти Бобін, подруги Кінга. Цей вид раніше плутали з Caprimulgus macrurus, Caprimulgus celebensis і Caprimulgus manillensis, але він відрізняється від цих та решти видів у комплексі щонайменше 13 вокальними ознаками. Caprimulgus ritae відомий з п'яти дорослих музейних екземплярів, які є найменшими в комплексі і відрізняються від інших видів комплексу кількома морфологічними ознаками. Генетичний аналіз показав, що він найбільше схожий на дрімлюгу сундайського (Capimulgus meesi) з Флореса та Сумби і що ці два види є сестринськими до C. macrurus.

## Опис
Птах сягає завдовжки близько 30 сантиметрів. Для морфологічного порівняння використали 153 екземпляри з одинадцяти різних видів і підвидів. Для тиморського дрімлюги як діагностичні ознаки визначено грубе пунктирне бічне тім'яне пір'я та каштаново-коричневі покриви вух.